# Coalición de la Justicia
La Coalición de la Justicia (en mongol: Шударга ёс эвсэл, translit. Shudarga yos evsel) es una coalición política en Mongolia entre los partidos Nacional-Demócrata y Partido Revolucionario del Pueblo que se formó para las elecciones parlamentarias de 2012. La coalición obtuvo 11 diputados e hizo gobierno como socio junior al lado del centroderechista Partido Democrático. Para las siguientes elecciones consiguió solo un asiento por parte del Partido del Pueblo Revolucionario.